# Simulium yemenense
Simulium yemenense är en tvåvingeart som beskrevs av Crosskey och Garms 1982. Simulium yemenense ingår i släktet Simulium och familjen knott. Inga underarter finns listade i Catalogue of Life.